# Rue du Château-Landon
Pour les articles homonymes, voir Château (homonymie), Landon et Château-Landon (homonymie).
La rue du Château-Landon est située dans le 10e arrondissement de Paris. Elle se nommait autrefois « rue du Chemin-des-Potences ».

## Situation et accès
Cette voie du quartier Saint-Vincent-de-Paul débute au 185, rue du Faubourg-Saint-Martin et se termine au 1, boulevard de la Chapelle et 173, boulevard de la Villette

## Origine du nom
Au cours du XIXe siècle, et notamment dans la nomenclature officielle des voies de Paris et dans le Dictionnaire administratif et historique des rues de Paris et de ses monuments des frères Lazare, qui faisait alors office de référence, l'erreur sur l'origine de l'odonyme s'est perpétuée.
Contre toute évidence géographique, il était recopié de texte en texte que la rue conduisait au village de Château-Landon. D'ailleurs, la rue s'appelait alors fort logiquement « rue de Château-Landon ».
Charles Sellier a démontré en 1900 que la maison du dénommé Landon, élevée sur le bord de cette voie, était celle qui avait donné son nom.
Jacques Hillairet reprend cette origine dans son Dictionnaire historique des rues de Paris. Il y évoque une demeure, un « castel », construit pour le sieur Landon sous Louis XIV, situé vers le no 39, et qui aurait été utilisée comme maison de campagne par les lazaristes.
Le château était encore présent en 1900 et, selon le marquis de Rochegude dans son ouvrage Promenade dans les rues de Paris par arrondissements, seule la porte subsistait en 1910 : « Rue de Château-Landon. Au 39 nous voyons la porte d'un château construit sous Louis XIV par un sieur Landon. Il devint la maison de campagne de la congrégation de Saint-Lazare, a donné son nom à la rue qui s'appelait jadis “chemin des Potences”, […] cette dernière était coupée à angle droit par l’ancienne rue disparue “Quatre-Sols”. » Une remise en cause argumentée de la version des frères Lazare peut être consultée dans le Bulletin de la Société de l’histoire de Paris et de l’Île-de-France.
Un immeuble des années 1910 en brique et pierre, aujourd'hui HLM gérée par ICF Habitat, occupe la parcelle où était le château Landon.
Selon l’historien Alfred Fierro, l’hôtel parisien de l’abbé de Saint-Séverin de Château-Landon est attesté à cet emplacement en 1247.

## Historique
La voie existait déjà à la fin du XVIIe siècle. Elle menait à la barrière des Vertus et se prolongeait par la rue des Vertus (actuelle rue d'Aubervilliers) qui suivait le pèlerinage de Notre-Dame-des-Vertus.
La ligne 49 de l'ancien tramway d'Île-de-France empruntait la rue du Château-Landon.
Le 23 mars 1918, durant la Première Guerre mondiale, un obus lancé par la Grosse Bertha explose au no 13 rue du Château-Landon où était situé l'ancien bâtiment de l'usine Leroy appartenant, après expropriation, à la compagnie des chemins de fer de l'Est. C'était une usine de papiers peints située près de la gare de l'Est,.

## Bâtiments remarquables et lieux de mémoire

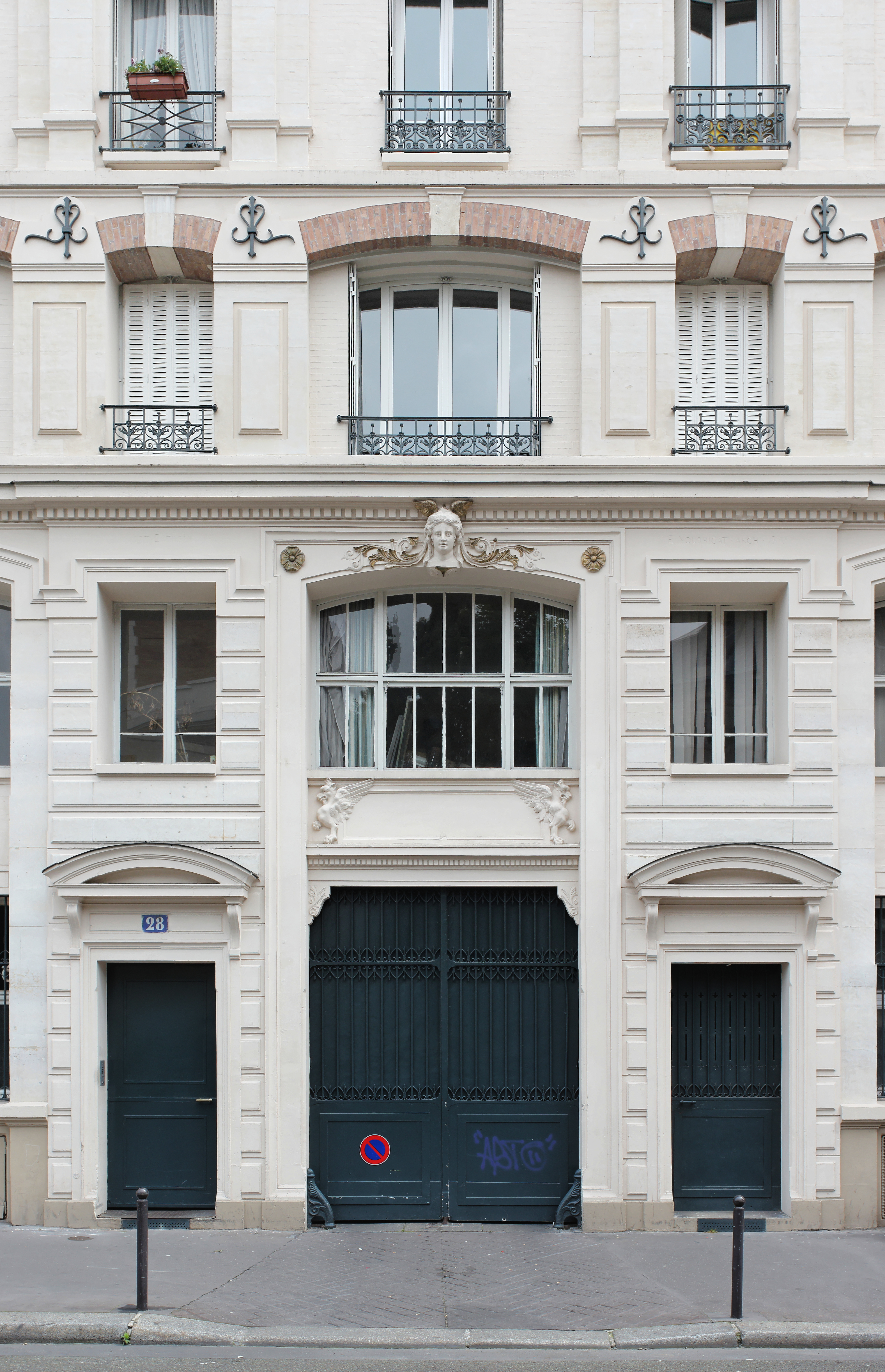
No 28.

- No 4 : Paul Azaïs (1902-1974), acteur, y est né[13].
- No 27 : lycée général Colbert.
- Angle 52 rue du Château-Landon et rue Chaudron, Le Ticaret, tout premier lieu parisien dédié au hip-hop, de 1986 à 1997[14],[15].

### La piscine Château-Landon
Une piscine de style Art nouveau se situe au 31, rue du Château-Landon. Elle a été commandée en 1882 par la Société française de gymnastique nautique, et fut inaugurée en 1884 ; c'est la première piscine couverte, chauffée et publique en france et parisienne. Elle a été dessinée par l’architecte Bessières, assisté de l’ingénieur Edmond Philippe et de Paul Christmann. C'était une piscine alimentée en eau chauffée par l’industrie des usines élévatoires de la Villette.
Une thèse d'Antoine Le Bas, Des piscines et des villes. Genèse et développement d’un équipement de loisir, décrit l'équipement :

« Le bâtiment est de type industriel, en pans de fer hourdés de briques, couvert d’une charpente métallique à fermes Polonceau, supportant une verrière qui dispense un éclairage zénithal. L’aération est assurée par des lanterneaux mobiles. L’établissement proposait également une salle de douches et de lavabos accessibles avant le bain, ainsi qu’une salle de sudation où la température de l’air et de la vapeur ambiante est maintenue à 60 °C. Le bassin proprement dit, de cinquante mètres de longueur, offre grand et petit bains ainsi qu’une eau chauffée à 25 °C ; autour du bassin, se répartissent deux rangs de cabines. À l’étage, un restaurant devait soulager l’appétit de nageurs qui pratiquent à jeun. »